# Поганий лейтенант (фільм, 2009)
Поганий лейтенант (англ. The Bad Lieutenant: Port of Call - New Orleans) — американська кримінальна драма 2009 року.

## Сюжет
Терренс МакДонах — поліцейський, що живе в Новому Орлеані. Його поважає начальство і колеги. Але у Терренса є і «інша подоба». Він замішаний в крадіжці і торгівлі наркотиками, та й сам є наркоманом. Пристрасті цього «поганого поліцейського» — секс і азартні ігри. Начальство доручає МакДонаху складну справу — розслідувати звіряче вбивство сенегальських емігрантів. Чи зможе лейтенант упоратися зі своєю темною стороною і виконати завдання?

## У ролях
- Ніколас Кейдж — Теренс МакДонах
- Єва Мендес — Френкі Донненфілд
- Вел Кілмер — Стіві Прайт
- Xzibit — Біг Фейт
- Файруза Балк — Гайді
- Шон Гетосі — Арманд Бенуа
- Дженніфер Кулідж — Женев'єва
- Том Бауер — Пет МакДонах
- Вонді Кертіс-Голл — капітан Джеймс Брейссер
- Бред Дуріф — Нед Шонхолц
- Дензел Вітакер — Деріл
- Ірма П. Голл — Бінні Роджерс
- Ши Віґгем — Джастін
- Майкл Шеннон — Мюндт
- Джо Неммерс — Ларрі Мой
- Дж.Д. Евермор — Рік Фіцсаймон
- Тім Беллоу — Джей-Гері Дженкінс
- Люсіус Бастон мол. — Міджет
- Лорен Свінні — Антуанетта
- Нік Гомес — Еварісто Чавес
- Вільям М. Фінкельштейн — Дейв Джейкобс
- Сем Медіна — Енді
- Ленс Е. Ніколс — Джеремія Гудхусбанд
- Тоні Бентлі — Герлі
- Джеремі Аарон Джонсон — Йаско
- Бернард Джонсон — Даб
- Метт Борел — Берні
- Гері Граббс — начальник поліції
- Дж. Омар Кастро — детектив 1
- Керрі Кехілл — детектив 2
- Ноель Артур — Ренальдо Гейс
- Дуглас М. Гріффін — сержант